# Gavin Free

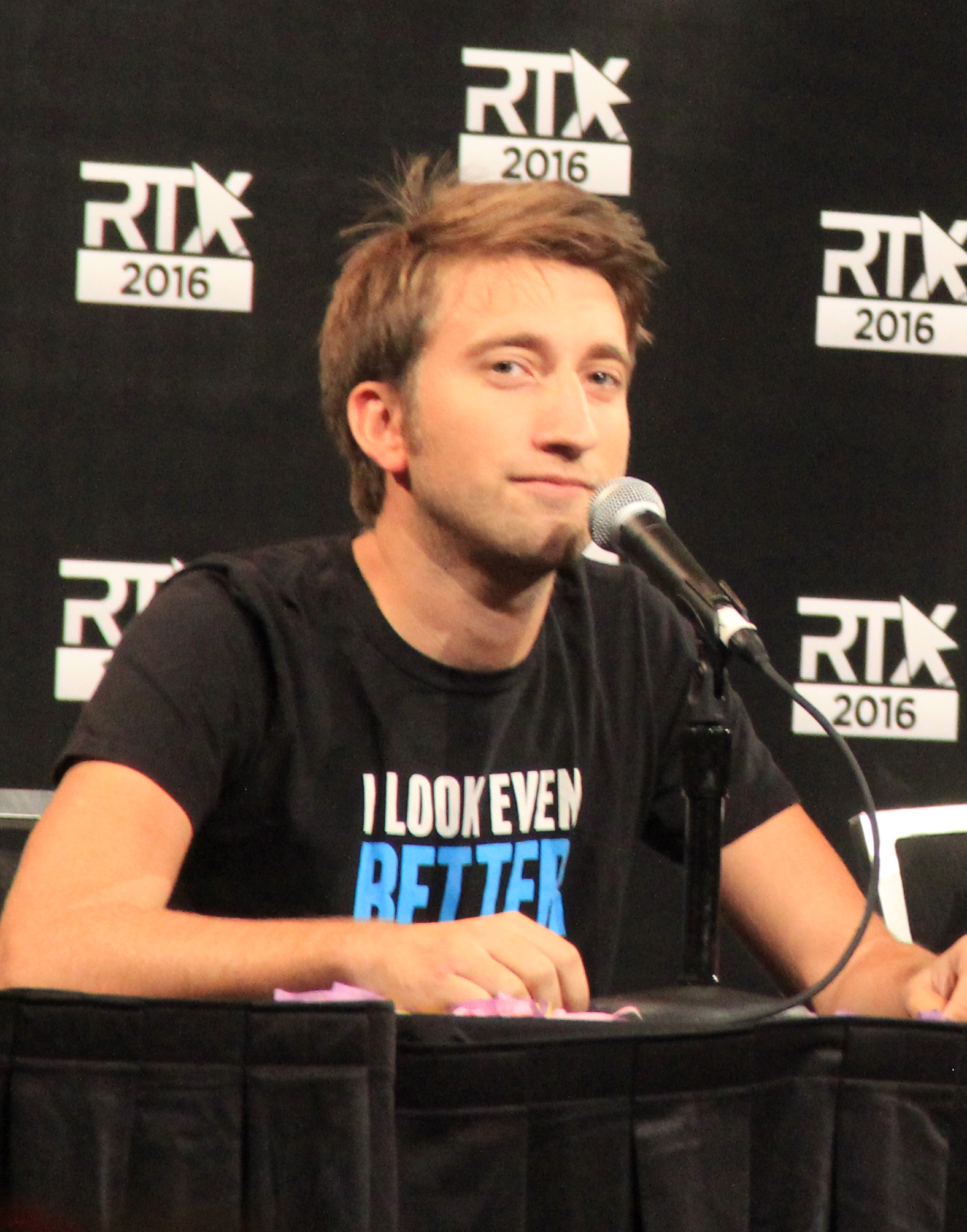

Gavin David Free (nascido em 23 de maio de 1988) é um ator, diretor, diretor de fotografia e personalidade da internet inglês britânico. Ele é mais conhecido por seu trabalho na Rooster Teeth, onde atuou anteriormente como diretor criativo, aparecendo em muitos de seus projetos, incluindo a divisão de jogos Achievement Hunter. Ele dirigiu Red vs. Blue temporada 7, bem como sua minissérie 